# Achter de Molens 26, 28 en 30
Achter de Molens 26-30 is een pand dat in het Maastrichtse Jekerkwartier staat. Het pand werd rond 1650 gebouwd en bestaat uit de woningen Achter de Molens 26, 28 en 30.

## Geschiedenis
Het complex werd omstreeks 1650 gebouwd tegen de binnenzijde van de 13e-eeuwse stadsomwalling van Maastricht, in de omgeving van de Looierspoort. Wie er gewoond hebben en wat hun beroepen waren is niet bekend. Mogelijk hebben garnizoensofficieren de woningen gehuurd gedurende de tweede helft van de 17e eeuw. In de 18e eeuw werden de vensteropeningen vergroot, werden de kruiskozijnen vervangen door schuifvensters en kreeg de voorgevel een pleisterlaag. De drie woningen waren in 1837 eigendom van leerlooier Willem Ghijsen, hij was tevens eigenaar van het pand Grote Looierstraat 6. De woningen werden in 1914 door de gemeente Maastricht opgekocht. Hierna werd het complex in 1972 aan Vereniging Hendrick de Keyser overgedragen. De vereniging liet het complex voor het eerst in 1978-79 restaureren, dit werden zij bij de overdracht van de panden ook verplicht, en in 2011 volgde er nog een. Bij die restauratie werd ook kleurenonderzoek naar de verf op de gevel gedaan. Uit het onderzoek bleek dat de voorgevel verschillende tinten geel, maar ook rood, grijs en wit heeft gehad. Uiteindelijk is besloten om een gele kleur uit de 18e eeuw terug te plaatsen voor de gevel en voor de omlijstingen van deuren en ramen een grijstint uit die periode te gebruiken. De deuren zijn hierbij olijfgroen geverfd.

## Exterieur

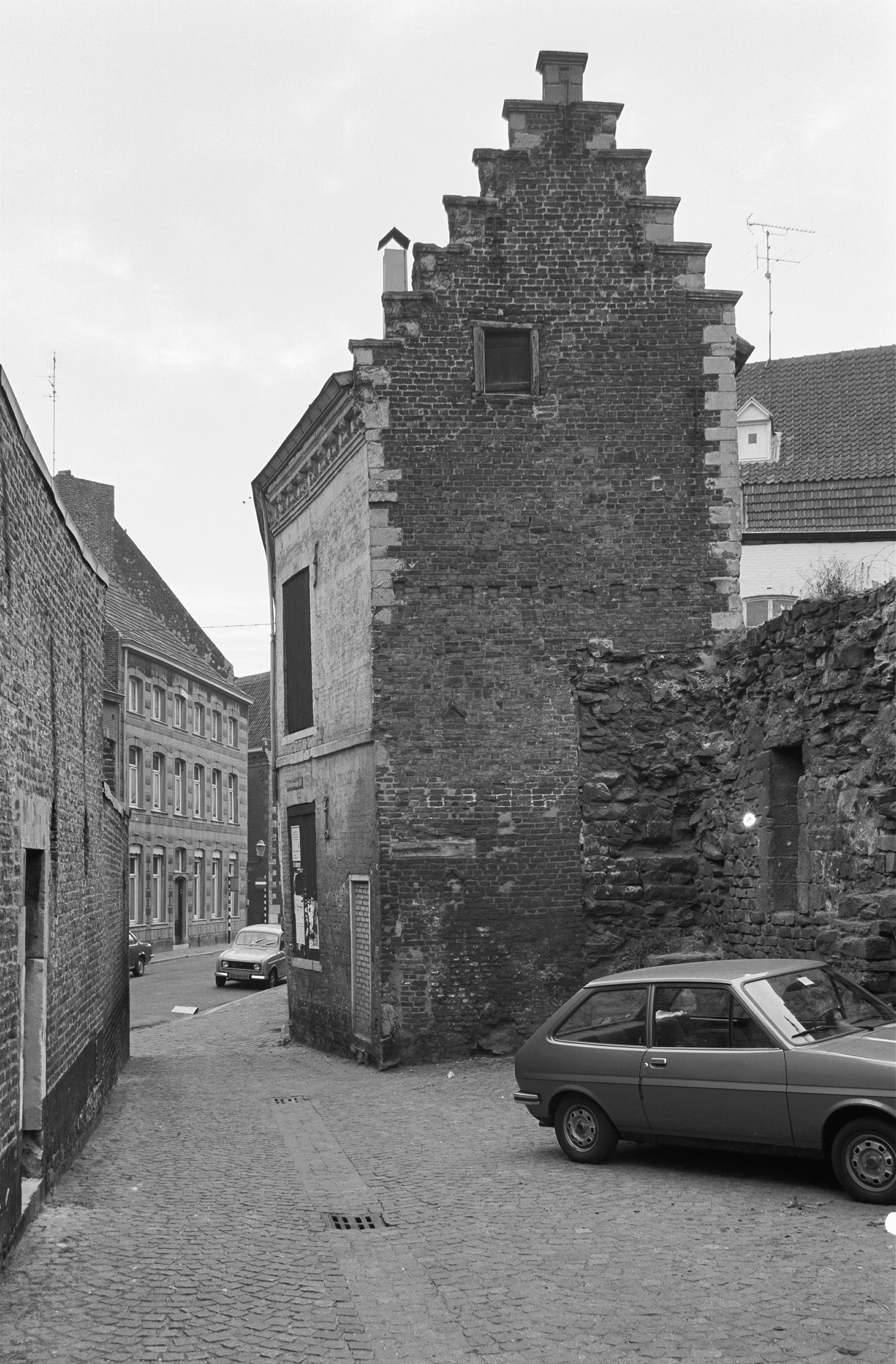
De trapgevel met op de eerste verdieping balkgaten. Rechts is ook een steunbeer van de stadsmuur zichtbaar, die nu deel uit maakt van de buitenmuur van Achter de Molens 26.

De voorgevel is typerend voor de Maaslandse bouwstijlen: grotendeels van baksteen, met blokken en banden van natuursteen. De gevel wordt bekroond door een kroonlijst op consoles en ronde, decoratieve, blokken. In het midden wordt de kroonlijst onderbroken, omdat daar de gevel doorliep in een dakerker. De poort is vermoedelijk een voormalige koetspoort en toegang voor het achtererf van het pand Grote Looiersstraat 6. Dit pand staat aan de andere zijde van de oude stadsmuur. Deze situatie duurt tot op de dag van vandaag.
Het meest rechter deel van het pand is soberder uitgevoerd en kent onder andere de grijze omlijsting van de vensteropeningen niet. De zijgevel aan deze kant van het complex grenst aan het Klein Grachtje en wordt afgesloten door een trapgevel. Ter hoogte van de verdieping zijn gaten zichtbaar, deze balkgaten tonen aan dat er tegen deze gevel een ander pand heeft gestaan.
De achtergevel, gedeeltelijk bestaande uit delen van de oude stadsmuur, bevat dichtgezette vensters en een uitgang. Deze muur is opgetrokken uit blokken van kolenzandsteen en is plaatselijk 1,25 m dik. Wanneer deze dichtgezet zijn is niet duidelijk, vermoedelijk werd het gedaan toen de panden in andere handen kwamen dan het pand aan de Grote Looierstraat.
Het dak van de drie woningen bestaat uit een enkel, gezamenlijk, zadeldak.

## Interieur
De woningen zijn net zo breed als de ruimte tussen de steunberen van de oude stadsmuur. De plafonds bestaan uit moer- en kinderbinten met tussen de kinderbinten troggewelfjes. Alleen bij nummer 30 lopen de moerbalken tussen de zijbalken, bij de andere twee panden tussen de voor- en achtergevel. In het interieur van nr. 30 zijn nog de restanten van de muur zichtbaar, mogelijk is de muur hier nog grotendeels origineel. Het gaat om restanten van de 1,40 meter diepe boogstelling die de weergang ondersteunde. De woningscheidende muur tussen de nummers 26 en 28 is ook gebaseerd op een van de pijlers van de stadsmuur. Alle drie de woningen hebben achter de voordeur een smalle gang met trap naar de eerste verdieping.
Hoewel de woningen even groot lijken, verschillen ze enigszins in maatvoering. De linker woning heeft een grondplan van 4,5 bij 4,5 meter. De woning bestaat uit een kamer beneden en een boven. De kamer op de begane grond heeft aan de linker buitenmuur een stookplaats. De toegangsdeur en de hal bevinden zich direct links van de koetspoort. De middelste woning ligt met de begane grond rechts van de koetspoort. De toegangsdeur bevindt zich ook meteen rechts van de koetspoort. Deze deur geeft toegang tot de hal met trap naar de eerste verdieping en de woonkamer (5,5 bij 5 meter) met stookplaats tegen de rechter woning aan. Deze woning heeft als enige een kelder en een achterdeur. Boven heeft is er een kamer boven de poort en een boven de woonkamer. Omdat de straat hier dichter naar de oude stadsmuur loopt, is deze woning ook kleiner dan de andere twee. De rechter woning heeft een korte hal achter de voordeur met daarnaast de kleinste woonkamer van het blok. Deze woonkamer is trapeziumvormig en meet maximaal 4,3 bij 4 meter. Toch heeft ook deze woonkamer een stookplaats, tegen die van de buurwoning aan.